# Endmoränenwall und Flachmoor nördlich Rappertsweiler
Das Gebiet Endmoränenwall und Flachmoor nördlich Rappertsweiler ist ein mit Verordnung vom 10. September 1954 durch das Landratsamt Tettnang ausgewiesenes Landschaftsschutzgebiet (LSG-Nummer 4.35.008) im Gebiet der baden-württembergischen Stadt Tettnang im Bodenseekreis in Deutschland.

## Lage
Das rund 37 Hektar große Landschaftsschutzgebiet Endmoränenwall und Flachmoor nördlich Rappertsweiler gehört naturräumlich zum Westallgäuer Hügelland. Es liegt südöstlich von Tettnang und südwestlich von Neukirch, zwischen den Neukircher Ortsteilen Elmenau im Norden, Wildpoltsweiler und Bernaumühle im Osten sowie den zu Tettnang gehörenden Ortsteilen Rappertsweiler im Süden und Wiesertsweiler im Westen. Direkt an das LSG Endmoränenwall und Flachmoor nördlich Rappertsweiler anschließend liegt nördlich das Naturschutzgebiet „Buchbach“. Nach Westen hin umschließt das LSG das Naturschutzgebiet „Loderhof-Weiher“.

## Schutzzweck
Wesentlicher Schutzzweck ist die Erhaltung eines von Endmoränenwällen eingerahmten schilfbewachsenen Flachmoors.